# I’ll Be There (Film)
I’ll Be There ist eine US-amerikanisch-britische Tragikomödie aus dem Jahr 2003.

## Handlung
Paul Kerr ist ein ständig betrunkener, alternder schottischer Rockstar. Während eines nächtlichen Saufgelages nimmt er sich sein Motorrad, fährt in seinem Haus damit herum und nutzt eine Fensterscheibe, um damit in seinem Garten zu landen. Dabei verletzt er sich so schwer, dass fortan alle glauben, er hätte einen Suizid versucht. Daher wird er auch in die Psychiatrie eingewiesen. Als Evil Edmonds davon im Radio hört, fährt er zu seiner Enkelin Olivia Edmonds. Aber Evils Tochter, Olivias Mutter Rebecca, will den alternden Musiker nicht im Haus haben. Rebecca will auch, dass Olivia ihr musikalisches Talent nicht nutzt, sondern vielmehr wie sie selbst Friseurin wird. Erst als Olivia fragt, warum sie so komisch reagiert, erklärt Rebecca, dass sie 1987 in Cardiff mit Paul Kerr schlief und dieser ihr Vater ist.
Also beschließen beide, Paul in der Psychiatrie zu besuchen. Obwohl Rebecca absolut abweisend zu Paul ist, kann dieser sich sofort an sie erinnern, schließlich hatte er ihr mit Los Woman ein komplettes Album gewidmet. Aber er kann ihren Eindruck über ihn nicht ändern, denn als Mary sich als Doris Lefano, Pauls Ehefrau, ausgibt, um diesen rauszuschmuggeln, sieht es für Rebecca so aus, als würde er erneut flüchten. Olivia hindert das aber nicht daran, mehr über ihren Vater herauszufinden. Kurze Zeit später erscheint Digger McQuaid, der Paul zwingt, innerhalb von 30 Tagen wieder nüchtern zu werden, damit er anschließend wieder seine Tochter besuchen kann. Nach dieser besucht Olivia ihn und bekommt ein Motorrad geschenkt, womit beide auch gleich eine Rundfahrt machen.
Rebecca gefällt allerdings nicht, dass Olivia mit ihrem Vater Zeit verbringt und auch dessen Musik hört. Sie versucht mit ihm zu sprechen und ist immer noch sauer, dass er nie einen ihrer Brief beantwortete, sondern ihr lediglich Autogrammkarten schickte. Auch Paul ist sauer, dass er nie etwas von diesen Briefen erfuhr. Er steht kurz davor, wieder zu trinken und wird gerade noch von Digger daran gehindert. Nachdem er sich von Olivias Talent hat überzeugen lassen und heimlich ihren Gesang mit aufnahm, spricht Paul mit Evil Edmonds und versucht zu erfahren, wie er Rebecca wieder für sich gewinnen kann. Später bittet er Rebecca, dass sie Olivia unbedingt singen lassen muss, weil sie Talent hat und erzählt ihr auch gleich, dass es sein Plattenproduzent Sam Gervasi ist, der ihre Briefe nie an ihn weitergeleitet hat. Er selbst hätte sofort geantwortet, denn er liebte sie in dem Moment, in dem er sie zum ersten Mal sah.
Aber Rebecca weigert sich weiterhin. Dafür hört Sam die Aufnahme Pauls von Olivia und will sie fortan unter Vertrag nehmen. Als Rebecca und Paul das mitbekommen und erfahren, dass Olivia sich davon geschlichen hat, fürchten sie das Schlimmste und reisen nach London, um Paul zur Rede zu stellen. Doch Olivia ist nicht bei ihm, sondern beim Vorsingen zur Aufnahme an der Royal Academy of Music. Dort stellt sie sich als Olivia Edmonds-Kerr vor und begeistert alle mit ihrer Stimme. Als Rebecca ihre Tochter hört, ist sie begeistert und stimmt zu, dass sie Sängerin werden darf. Schließlich findet sie auch wieder mit Paul zusammen.

## Kritik
In der Variety meinte Derek Elley, das „dem gemütlichen Film mit seinem sanften Tempo eine starke Persönlichkeit fehlt“. Es fehle einfach der Schwung in der Geschichte. Ferguson, bei dessen Regiedebüt keinerlei Handschrift erkennbar sei, würde den Film durch seine schauspielerische Darstellung vor der eigenen Schwäche retten, denn er spiele „weniger extrovertiert als in Der große Mackenzie und Grasgeflüster“.
In der britischen Tageszeitung The Guardian gab Peter Bradshaw dem Film zwei von fünf Sternen und meinte, dass der Film und insbesondere auch Church „nicht ganz so schlimm ist, wie es hätte sein können.“
Das Lexikon des internationalen Films meinte: „Die in Wales angesiedelte melancholische Komödie versteht sich als Reminiszenz an die Musik vergangener Jahre und ihre Mythen. Im Debütfilm eines britischen Komödianten überzeugt die Waliser Sängerin Charlotte Church zwar stimmlich, bleibt aber ihren Talentbeweis als Schauspielerin schuldig.“

## Veröffentlichung
Der Film wurde am 13. Juni 2003 in den britischen Kinos veröffentlicht und am 1. August 2003 auch vereinzelt in den USA. Anschließend wurde er für den Rest der Welt lediglich auf DVD vertrieben. In Deutschland wurde er am 24. November 2004 direkt auf DVD veröffentlicht.